# Sadistik
Sadistik, de son vrai nom Cody Foster, né le 20 avril 1986 à Yakima, Washington, est un rappeur américain, originaire de Seattle. Il actuellement membre du label Fake Four Inc.. En 2013, il publie l'album Flowers for My Father, généralement bien accueilli par la presse spécialisée.

## Biographie
Foster est né le 20 avril 1986 à Yakima, dans l'État de Washington. Originaire de Seattle, il est diplômé en psychologie et en sociologie. Cody Foster publie son premier album The Balancing Act le 7 mai 2008. Proposant un univers peu commun dans le milieu du hip-hop américain, son premier projet reçoit les éloges de nombreux critiques/blogueurs musicaux spécialisés. Comparé notamment à Slug d'Atmosphere, qu'il cite comme l'une de ses influences[réf. nécessaire], Sadistik se démarque grâce à sa plume de qualité et un style sombre et mélancolique. 
S'il se fera plutôt discret à la suite de ce premier essai, il revient progressivement sur le devant de la scène en 2010 avec un EP puis un album en collaboration avec Kristoff Krane et Graham O'Brien l'année suivante. En 2013, il publie son album Flowers for My Father, qui est généralement bien accueilli par la presse spécialisée,,,. Le magazine Vibe considère l'album comme « envoutant et émotionnel ». Il enchaîne ensuite avec son troisième album, Ultraviolet, en 2014.
Si le style de production évolue vers une ambiance plus « atmosphérique » se rapprochant du cloud rap, Sadistik ne déçoit pas son public en gardant la même qualité d'écriture. Comprenant des featurings avec Tech N9ne, Sticky Fingaz ou encore Nacho Picasso pour les plus connus, l'album Ultraviolet réussit à se classer 37e aux Billboard Heatseekers la semaine de sa sortie,.

## Discographie

### Albums studio
- 2008 : The Balancing Act[11]
- 2011 : Prey for Paralysis[11]
- 2013 : Flowers for My Father[11]
- 2014 : Ultraviolet[11]
- 2017 : Altar[11]

### EPs
- 2010 : The Art of Dying'' (avec Kid Called Computer) (Clockwork Grey Music / Best Kept Records)[11]
- 2012 : Features and Free Songs (en téléchargement libre)[12]
- 2016 : Salo Sessions (en téléchargement libre) [13]